# Seznam kamenů zmizelých v Podolí

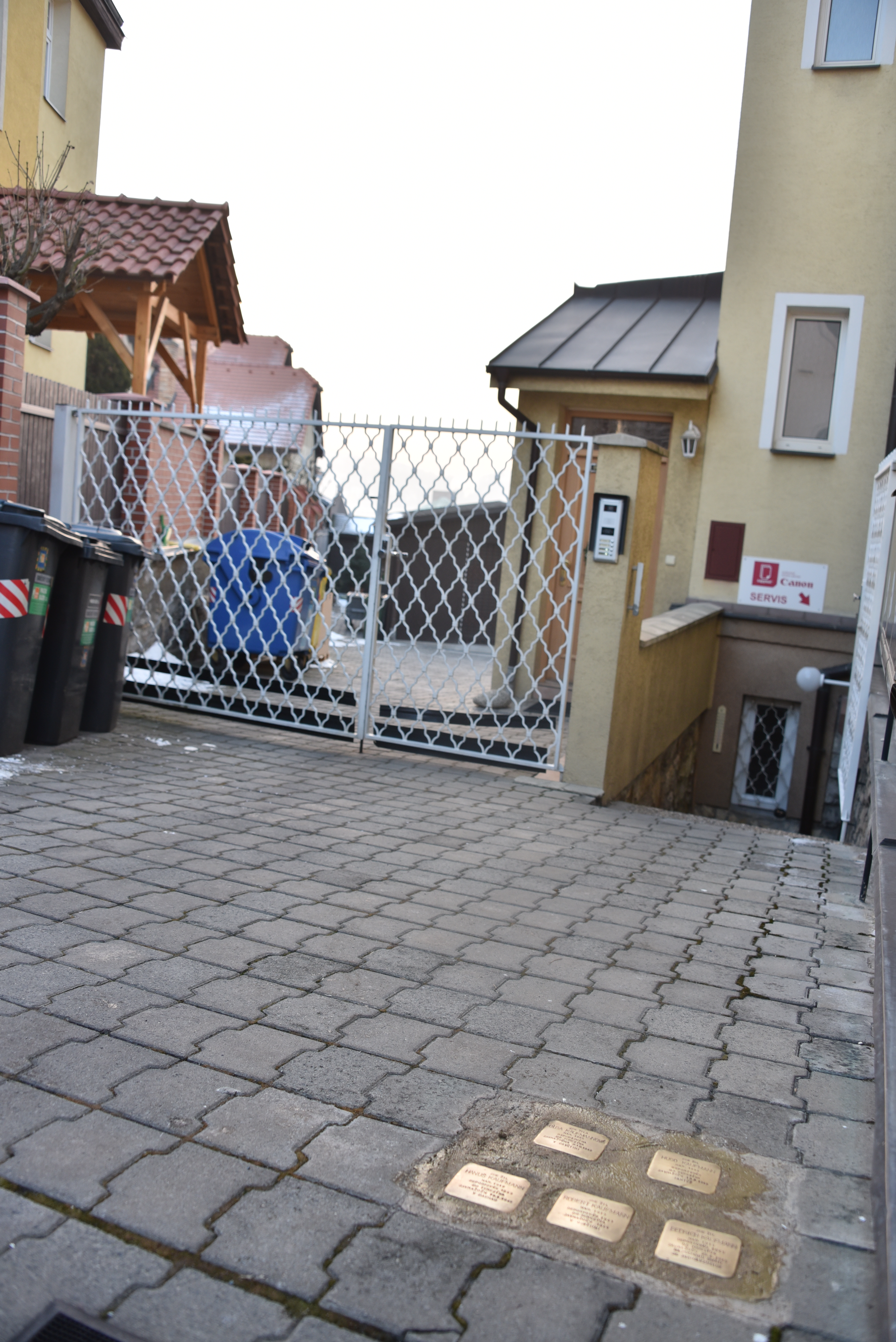
Stolpersteine v Podolí

Seznam kamenů zmizelých v Podolí obsahuje pamětní kameny obětem nacismu v Podolí (městská čtvrť Prahy 4). Jsou součástí celoevropského projektu Stolpersteine německého umělce Guntera Demniga. Kameny zmizelých jsou věnovány osudu těch, kteří byli nacisty deportováni, vyhnáni, zavražděni nebo spáchali sebevraždu.
Kameny zmizelých se zpravidla nacházejí před posledním místem pobytu obětí. První instalace v Praze se uskutečnila 8. října 2008.

## Stolpersteine
| Obrázek | Nápis | Bydliště                       | Jméno, život                     |
| ------- | --- | ------------------------------ | -------------------------------- |
|         | ZDE ŽIL BEDŘICH KAUFMANN NAR. 1911 DEPORTOVÁN 1941 DO TEREZÍNA ZAVRAŽDĚN 25.4.1945 NA POCHODU SMRTI ZE SCHWARZHEIDE | Praha-Podolí, Lopatecká 161/17 | Bedřich Kaufmann                 |
|         | ZDE ŽIL HANUŠ KAUFMANN NAR. 1917 DEPORTOVÁN 1943 DO TEREZÍNA ZAVRAŽDĚN 19.1.1945 V DACHAU                           | Praha-Podolí, Lopatecká 161/17 | Hanuš Kaufmann                   |
|         | ZDE ŽIL HUGO KAUFMANN NAR. 1883 DEPORTOVÁN DO TEREZÍNA ZAVRAŽDĚN 17.7.1942 TAMTÉŽ                                   | Praha-Podolí, Lopatecká 161/17 | Hugo Kaufmann                    |
|         | ZDE ŽIL ROBERT KAUFMANN NAR. 1913 DEPORTOVÁN 1941 DO TEREZÍNA ZAVRAŽDĚN 1944 V OSVĚTIMI                             | Praha-Podolí, Lopatecká 161/17 | Robert Kaufmann                  |
|         | ZDE ŽILA OLGA KAUFMANNOVÁ NAR. 1886 DEPORTOVÁNA DO TEREZÍNA ZAVRAŽDĚNA 7.10.1942 V OSVĚTIMI                         | Praha-Podolí, Lopatecká 161/17 | Olga Kaufmannová roz. Ehrmannová |
|         | ZDE ŽILA KAMILA LEKNEROVÁ ROZ. GRAFOVÁ NAR. 1868 DEPORTOVÁNA 1942 DO TEREZÍNA ZAVRAŽDĚNA 13.5.1943 TAMTÉŽ           | Praha-Podolí, Podolská 293/154 | Kamila Leknerová roz. Grafová    |